# Korfboog

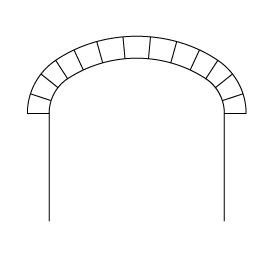
Schematisch voorbeeld van een korfboog

Een korfboog is in de architectuur een boog die qua ontwerp is opgebouwd uit drie of vijf aansluitende cirkelsegmenten. 
Dit versieringselement werd toegepast in de late gotiek en in de renaissance, tot in de 17e eeuw toe. Korfbogen kunnen worden toegepast in poorten en boven vensters, waarbij soms in het midden een sluitsteen kan worden aangebracht. Vaak is de ruimte tussen de boog en het rechte bovendeel van het kozijn dichtgemetseld, wat de gevel een levendig aanzien geeft. In latere jaren zijn korfbogen opnieuw toegepast, bijvoorbeeld in de historiserende Um 1800-stijl uit het begin van de 20e eeuw. 
In het ontwerp bestaat de boogvorm van de korfboog meestal aan de beide zijkanten uit een cirkel met een kleine straal en in het midden uit een aansluitende cirkel met een grotere straal. In totaal kan met twee dezelfde kleine cirkels, en een grote cirkel een korfboog worden geconstrueerd. Soms worden nog twee middelgrote cirkels gebruikt tussen de kleine cirkels en de grote cirkel om de boog vloeiender te laten verlopen.
Een boog die ongeveer even sterk is als de korfboog, is de ellipsboog. De korfboog krijgt daarin vaak de voorkeur omdat die minder moeilijkheden oplevert om te kunnen metselen. De korfboog verloopt echter minder vloeiend in zijn boogvorm dan een ellipsboog. Bij een bakstenen boog toont zich dit in de stenen van de boog met het voegwerk. Beide bogen worden ook wel als stijgende boog uitgevoerd. Hierbij liggen de zogeheten geboorten van de boog niet op dezelfde hoogte.
De korfboog gaat vanaf de geboorten al snel de hoogte in. Naar het midden van de boog neemt de hoogte nog wat toe. De korfboog kan de voorkeur hebben ten opzichte van andere boogvormen, als een boogvorm met een beperkte steek gezocht wordt. Bij een brug met een korfboog ontstaat meer bruikbare breedte van de onderdoorgang met nog voldoende hoogte ten opzichte van bijvoorbeeld een rondboog. Ook bij kelders zijn tongewelven in de vorm van een korfboog uit te voeren.